# Баканка
Баканка (Бакан, Беккен) — река в Краснодарском крае России. Вместе с рекой Неберджай является составляющей реки Адагум.
Река берёт начало в 8 км юго-восточнее посёлка Верхнебаканский. Длина реки — 29 км, площадь водосборного бассейна — 179 км². Мелководная, но после обильных дождей в горах превращается в бурную лавину мутной воды. Вода в реке характеризуется повышенной минерализацией.
Притоки: Атакай, Барабашка, Глубокая Щель, Прямая Щель, Темрючки, Чубукова Щель.
Название реки предположительно происходит от имени собственного у бзыбов. Также возможно турецкое происхождение от слова «балкан» с утратой буквы «л» позднее.

## Стихийные бедствия
Раз в несколько лет, после проливных дождей, река широко разливается, значительно выходя из берегов и затапливая близлежащие улицы и домовладения станицы Нижнебаканская.
Последний крупный разлив реки произошёл в ночь на 7 июля 2012 года, когда в станице Нижнебаканская разлившаяся река Баканка частично повредила бетонный мост, частично разрушила несколько домов и подтопила домохозяйства, расположенные вдоль реки, а затем влилась с рекой Неберджай в Адагум, затопив город Крымск.